# Chroicocephalus novaehollandiae
La gaviota plateada o gaviota plateada australiana (Chroicocephalus novaehollandiae) es una especie de ave Charadriiforme de la familia Laridae especialmente común en Australia. También puede encontrarse en Nueva Zelanda e incluso en la Tierra del Fuego. Es una especie común, que se ha adaptado bien a los ambientes urbanos y prospera cerca de centros comerciales y vertederos.
No debe ser confundida con la gaviota argéntea (Larus argentatus), pues se trata de una especie mucho más grande y robusta. Su grito agudo dispone de una gran variedad de registros.
Las gaviotas plateadas aparecen de forma muy esporádica al norte de su área de distribución. En ocasiones se trata de ejemplares que han escapado de la cautividad.
En ocasiones la Chroicocephalus hartlaubii de Sudáfrica y la gaviota pechirroja Chroicocephalus scopulinus son consideradas subespecies de la gaviota plateada.

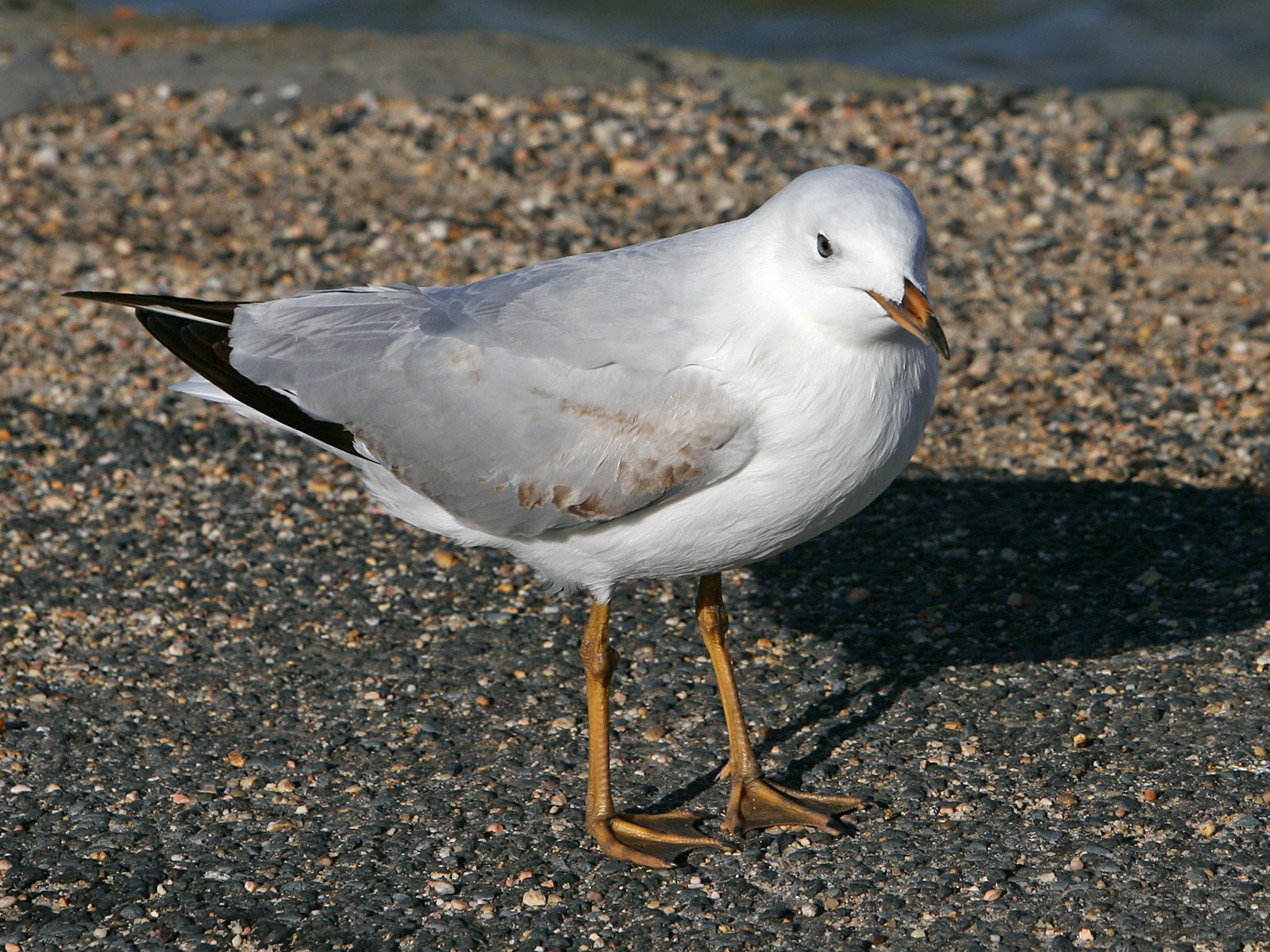
Ejemplar joven

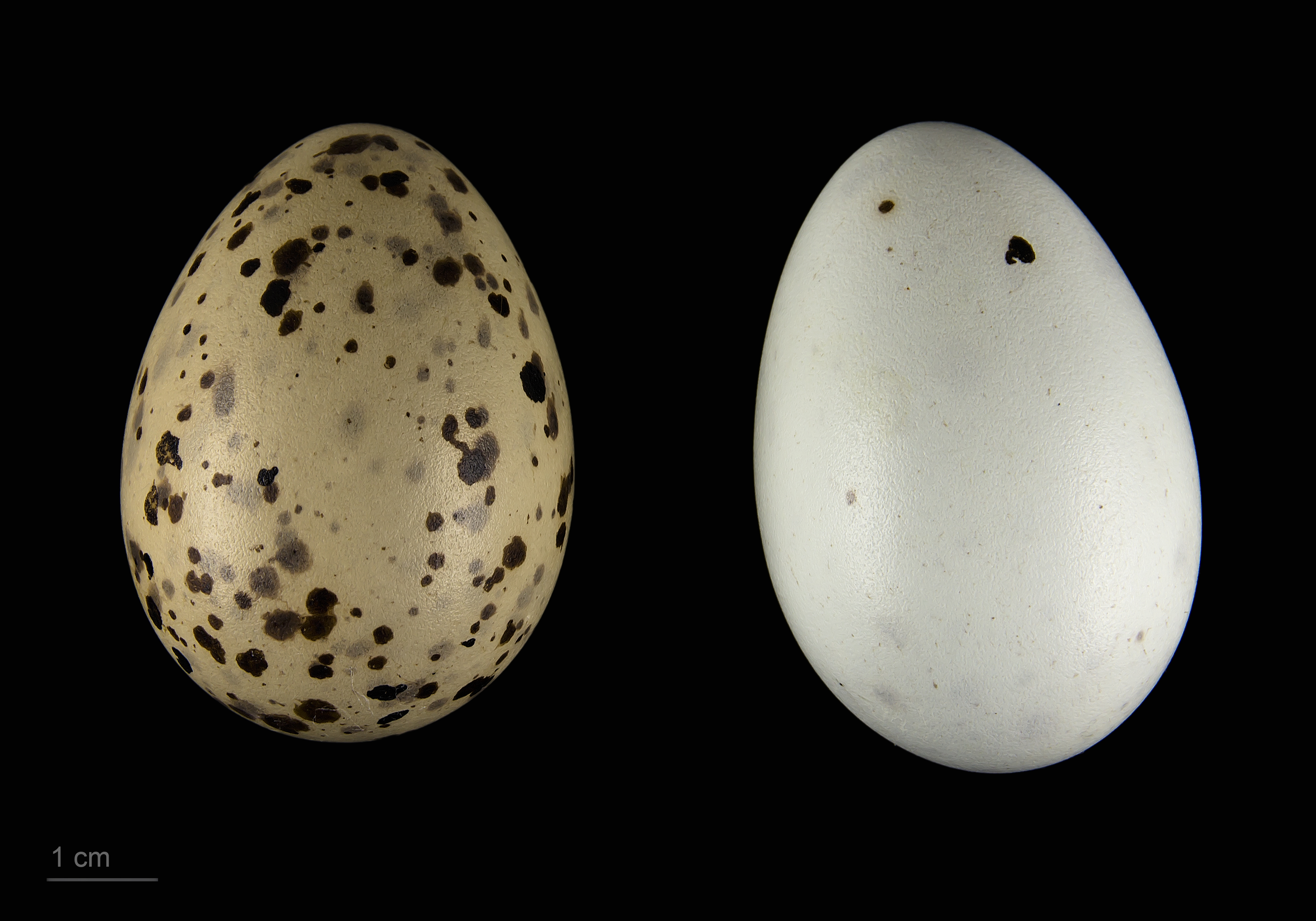
Chroicocephalus novaehollandiae - MHNT

## Subespecies
Se conocen cuatro subespecies de gaviota plateada:
- Chroicocephalus novaehollandiae forsteri (Mathews, 1912)
- Chroicocephalus novaehollandiae gunni Mathews, 1912
- Chroicocephalus novaehollandiae novaehollandiae Stephens, 1826
- Chroicocephalus novaehollandiae scopulinus Forster, J. R., 1844